# Acid azelaic
Acid azelaic là một hợp chất hữu cơ có công thức HOOC(CH2)7COOH. Acid dicarboxylic bão hòa này tồn tại dưới dạng bột trắng. Nó được tìm thấy trong lúa mì, lúa mạch đen và lúa mạch. Nó là tiền thân của các sản phẩm công nghiệp đa dạng bao gồm polymer và chất làm dẻo, cũng như là một thành phần của một số chất dưỡng tóc và da.

## Sản xuất
Acid Azelaic được sản xuất công nghiệp bằng cách ozon hóa acid oleic. Sản phẩm phụ là acid nonanoic. Nó được sản xuất tự nhiên bởi Malassezia furfur (còn được gọi là Pityrosporum ovale), một loại nấm men sống trên da bình thường. Sự phân huỷ do vi khuẩn của acid nonanoic tạo ra acid azelaic.

## Chức năng sinh học
Ở thực vật, acid azelaic đóng vai trò là "pháo sáng cứu hộ" tham gia vào phản ứng phòng vệ sau khi bị nhiễm trùng. Nó phục vụ như một tín hiệu gây ra sự tích tụ acid salicylic, một thành phần quan trọng trong phản ứng phòng thủ của nhà máy.

## Các ứng dụng

### Polyme và các vật liệu liên quan
Este của acid dicarboxylic này tìm thấy các ứng dụng trong bôi trơn và làm dẻo. Trong các ngành công nghiệp dầu nhờn, nó được sử dụng như một chất làm đặc trong mỡ phức hợp lithium. Với hexamethylenediamine, acid azelaic tạo thành Nylon-6,9, được sử dụng chuyên dụng như một loại nhựa.

### Y khoa
Azelaic acid được sử dụng để điều trị mụn trứng cá nhẹ đến trung bình, cả mụn trứng cá và mụn trứng cá viêm. Nó thuộc về một nhóm thuốc gọi là acid dicarboxylic. Nó hoạt động bằng cách tiêu diệt vi khuẩn gây mụn làm nhiễm trùng lỗ chân lông da. Nó cũng làm giảm sản xuất keratin, một chất tự nhiên thúc đẩy sự phát triển của vi khuẩn gây mụn. Acid Azelaic cũng được sử dụng như một phương pháp điều trị gel tại chỗ cho bệnh hồng ban, do khả năng giảm viêm. Nó làm sạch các vết sưng và sưng do bệnh hồng ban. Cơ chế hoạt động được cho là thông qua sự ức chế hoạt động protease siêu hoạt động chuyển đổi cathelicidin thành peptide kháng khuẩn da LL-37. Azelaic acid đã được sử dụng để điều trị nám da bao gồm nám và tăng sắc tố sau viêm, đặc biệt ở những người có loại da sẫm màu. Nó đã được đề xuất như là một thay thế cho hydroquinone. Là một chất ức chế tyrosinase, acid azelaic làm giảm tổng hợp melanin.
Azelaic acid cũng là một chất ức chế 5ar mạnh, tương tự như thuốc trị rụng tóc finasteride và dutasteride.

### Tên thương hiệu
Tên thương hiệu của acid azelaic bao gồm Dermaz 99, Crema Pella Perfetta (acid azelaic azelaic, kojic dipalmitate, và chiết xuất cam thảo), Azepur99, Azetec99, Azaclear (acid azelaic và niacinamide), AzCl, Finevin, Melazepam, Skinoren, Ezanic, Azelac, Azaderm, (Acnegen, Eziderm, Acnicam, Azelexin ở Pakistan)  và những người khác.